# 太田原豊一
太田原 豊一（おおたわら とよいち、1889年（明治22年）4月2日 - 1948年（昭和23年）6月18日）は、日本の衛生学者である。

## 経歴・人物
岡山県苫田郡津山町（現・津山市）に生まれ、熊本医学専門学校（後の熊本医科大学、現在の熊本大学医学部）に入学する。1914年（大正3年）に卒業後は伝染病研究所（現在の東京大学医科学研究所）に入所し、同研究所の技手として石原喜久太郎に師事した。その後は師匠と共に鼠咬症によるスピロヘータや天然痘の研究に携わり、1922年（大正11年）には母校の後身である熊本医科大学で教鞭を執る。同年6月、医学博士の学位を取得。
後に当時同地で流行していた腺熱や非病原性抗酸菌、ハンセン病の研究にも携わり、第二次世界大戦後の1947年（昭和22年）には熊本医科大学の学長を翌年の死去まで務めた。死後から約70年後の2019年（令和元年）には、太田原が設立した化学及血清療法研究所によって自身の名を因んだ「太田原豊一賞」が開始された。

## 受賞歴
- 日本学士院賞 東宮御成婚記念賞 - 1929年（昭和4年）に師の石原と共に受賞[2]。